# Tournoi de Vannes
Guerre de Cent Ans
Batailles
Le tournoi de Vannes ou combat de cinq Anglais contre cinq Français est un tournoi s'étant déroulé en 1381 à Vannes, capitale du duché de Bretagne sous le règne du duc Jean IV le Conquéreur. Il oppose cinq hommes d'armes anglais de Thomas de Woodstock, comte de Buckingham à cinq hommes d'armes français de Louis II, duc de Bourbon.
Ce tournoi s'inscrit dans le cadre plus général de la guerre de Cent Ans, mimant la rivalité entre le royaume de France et celui d'Angleterre. Devant à l'origine avoir lieu au moment du siège de Nantes pendant l'hiver 1380-1381, la levée précipitée de celui-ci oblige les deux camps à différer cet affrontement. Finalement, le tournoi se déroule à Vannes et voit la victoire sans appel des combattants français. Il s'agit d'une véritable réédition du fameux combat des Trente de 1351.

## Contexte

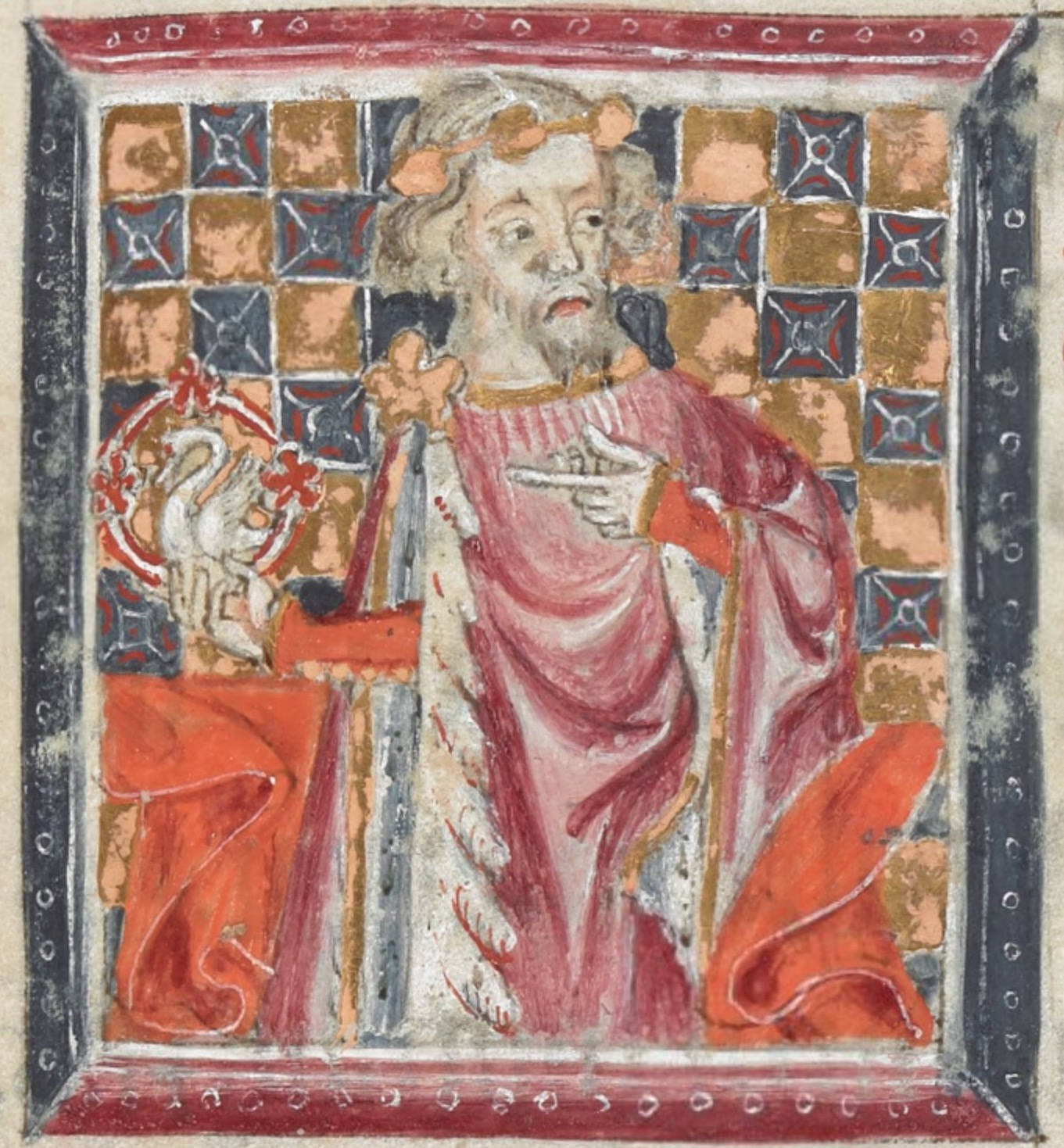
Thomas de Woodstock, 12e et dernier enfant d'Édouard III

Pendant l'hiver 1380, à l'appel du duc Jean IV, une armée anglaise menée par Thomas, comte de Buckingham, plus jeune fils du roi d'Angleterre Édouard III, siège devant la ville de Nantes. Les 6 000 hommes du comte ne parviennent pas à boucler la cité défendue par 2 000 hommes dont ceux du connétable de France Olivier V de Clisson et de nombreux hommes d'armes de l'hôtel de Louis II, duc de Bourbon. Les Anglais doivent se contenter de placer des postes à chaque porte de la ville en attendant l'arrivée de l'armée ducale de Jean IV. Un chevalier anglais du nom de Gautier Cloppeton propose aux Français assiégés d'organiser une joute et ceci pour rompre l'inaction pesante. Le défi est accepté par Jean de Châteaumorand le commandant du corps d'élite défendant la cité. Le combat à armes réelles entre 15 hommes d'armes français et 15 hommes d'armes anglais devait se passer en terrain neutre dans une des îles de la Loire en présence de deux seuls hérauts. Le 12 janvier 1381, après deux mois de siège, la famine et la dysenterie aidant, les Anglais sont éreintés d'attendre le duc et décident de lever le camp. Sur les instructions de Jean IV, l'armée de Woodstock se dirige vers Vannes.

## Le tournoi
Pendant leur séjour dans la nouvelle capitale ducale de Jean IV, les Anglais réitèrent leur souhait. Les Français confirment leur volonté de participer à ce tournoi, véritable hommage au combat des Trente qui a eu lieu trente ans plus tôt. À Vannes, comme dans les grandes villes de l’Europe médiévale, les tournois et les joutes sont des événements, moyens pour les seigneurs d’apprendre à leurs aînés les règles de la chevalerie.

### Règles et préparations du tournoi

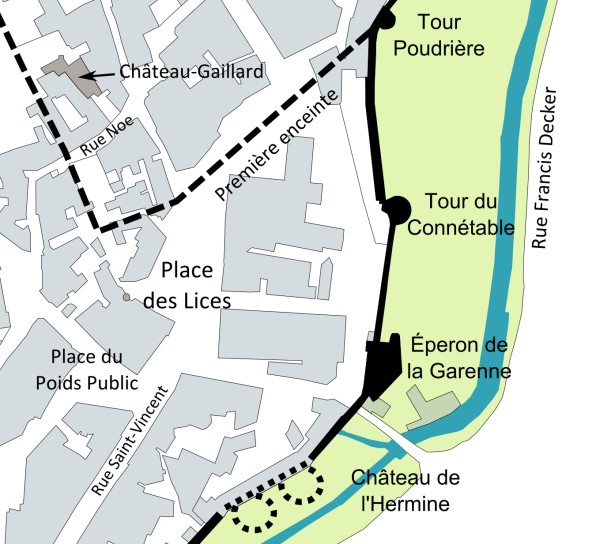
La place des Lices, aujourd'hui située dans l'intra-muros de la cité était auparavant localisée en dehors des murs de la ville,au sud-est de la première enceinte

Le combat a lieu à Vannes, sans doute au mois de mars 1381 et sur une grande place à l'extérieur des remparts de la ville. Le combat a certainement lieu sur ou non loin de l'actuelle place des Lices à l'époque située en dehors de la première enceinte.
Le duc Jean IV et Thomas de Buckingham président le tournoi. Sont également présents : le comte de Stafford, le comte de Devon, la cour ducale, et de nombreux barons et seigneurs. Des sauf-conduits sont délivrés par Jean IV afin de garantir la sécurité des chevaliers français présents au tournoi et stationnant alors au château de Josselin.
Le tournoi entre les chevaliers anglais et français prend la forme de duels à armes nommées. Les combats se déroulent à pied avec successivement pour chaque adversaire cinq coups de lance, cinq coups d’épée, cinq coups de hache et cinq coup de dague.

### Forces en présence
Selon la Chronique du bon duc Loys de Bourbon, seuls cinq hommes d'armes du comte de Buckingham anglais sur les quinze présents acceptent les règles du jeu, cinq hommes d'armes du duc de Bourbon y répondent :
| - L'équipe anglaise est composée de : 1. Gautier Cloppeton 2. Édouard de Beauchamp 3. Cosselay 4. Thomas de Hennefort 5. Jean de Tracio | - L'équipe française est composée de : 1. Jean de Châteaumorand 2. Le Bastard de Glarins 3. Tristan de la Jaille 4. Le Barrois 5. Le vicomte d’Aunai ou d'Aunoi |

Selon les Chroniques de Froissart, c'est à cause de la fatigue que seuls cinq hommes d'armes anglais se présentent. Les hommes d'armes des deux camps ne portent d'ailleurs pas tous les mêmes noms que dans La Chronique du bon duc Loys de Bourbon :
| - L'équipe anglaise est composée de : 1. Janekin Cloton 2. Édouard de Beauchamp 3. Jean d'Aubrecicourt 4. Seigneur de Vertaing | - L'équipe française est composée de : 1. Jean de Châteaumorand 2. Clarius de Savoye 3. Tristan la Jaille 4. Renaud de Thouars, seigneur de Pouzauges |

### Déroulement

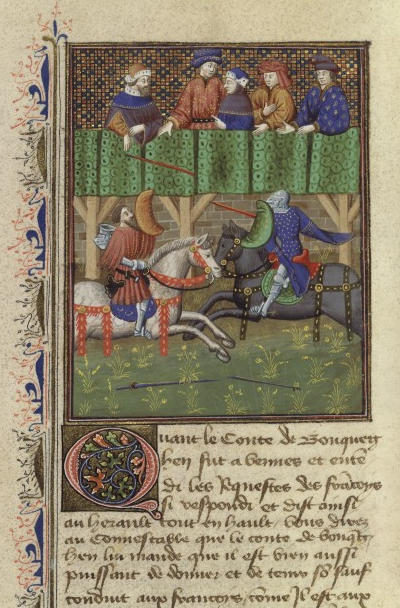
Le tournoi est également l'occasion d'organiser des joutes. Joute de Vannes, dans les Chroniques de France, d’Angleterre et des païs voisins de Jean Froissart.

Les premiers à entrer en lice sont Gautier Cloppeton et Jean de Châteaumorand. Au troisième coup de lance de Châteaumorand, Cloppeton est gravement blessé. Thomas de Hennefort et Le Barrois fournissent leurs cinq coups de lance mais au premier coup d'épée, Hennefort se fait percer l'épaule. Au bout de deux coups de lance, le bâtard de Glarins met à terre Édouard de Beauchamp. Le combat entre Tristan de la Jaille et Cosselay est celui qui va le plus loin : ils effectuent leurs cinq coups de lance et leurs cinq coups d'épée. Cosselay est cependant mis hors d'état de nuire au bout du second coup de hache. Enfin, Jean de Tracio, blessé, est incapable de continuer après le cinquième coup de lance du vicomte d’Aunai. La victoire des Français est totale, n'ayant perdu aucun combat, les vainqueurs sont acclamés par le duc Jean IV et le comte de Buckingham.

## Suite du tournoi
Le soir, lors du repas organisé par le duc de Bretagne pour fêter la victoire des combattants français, un chevalier anglais du nom de William Farintonne défie Jean de Châteaumorand qui avait vaincu son cousin, le chevalier Cloppeton. D'abord refusé par le duc, Châteaumorand le convainc d'accepter.  
Le lendemain, un nouveau combat est organisé entre les deux hommes. Par traîtrise, Farintonne prétextant un mal au genou, se présente sans cuissard ni jambière et fait ôter les cuissardes et les hauts-de-chausses en mailles de son adversaire, promettant de ne frapper que les armes. Au troisième assaut, le chevalier anglais perce le genou de Châteaumorand et s’attire les foudres du duc Jean IV et du comte de Buckingham. Farintonne est mis en prison sur ordre des deux souverains et livré à Châteaumorand pour qu'il puisse en tirer une rançon. Celui-ci rétorque que : « Le duc de Bourbon ne me laisse pas manquer d'argent ; je ne suis pas venu en Bretagne pour en gagner, mais pour acquérir de l'honneur ; tout ce que je demande, c'est la liberté du prisonnier. » Touché par ce geste chevaleresque, le comte de Buckingham fait porter au chevalier une bourse de 150 nobles et un gobelet en or. Ce dernier refuse la bourse mais conserve le gobelet en souvenir,.

## Conséquences
La trêve et les gestes chevaleresque ne durent pas longtemps. Furieux après avoir appris l'existence du second traité de Guérande (signé le 15 janvier 1381 et ratifié le 4 avril 1381 entre le roi de France et le duc de Bretagne) qui règle la neutralité bretonne dans le conflit anglo-français, Thomas de Woodstock rembarque le 11 avril 1381 à Vannes vers l'Angleterre avec le reste de son armée et sans avoir pris la peine de dire adieu au duc.